# Catherine (jogo eletrônico)
Catherine (キャサリン, Kyasarin) é um jogo eletrônico de plataforma no estilo quebra-cabeça, terror, aventura desenvolvido pela Atlus e publicado por ela para as plataformas PlayStation 3, Xbox 360 e Microsoft Windows. É o primeiro jogo da Atlus desenvolvido para consoles de alta definição. As cinemáticas do jogo foram produzidas por Estúdio 4°C. O jogo foi lançado no Japão no dia 17 de Fevereiro de 2011, e na América do Norte no dia 26 de Julho de 2011. Deep Silver fez o lançamento do jogo na Europa em 10 de Fevereiro de 2012.

## Jogabilidade
Em Catherine o jogador controla um homem de 32 anos chamado Vincent, o qual anda tendo estranhos pesadelos desde que sua namorada, Katherine, começou a especular sobre casamento e compromisso.
Esse assunto se torna mais delicado quando ele conhece uma linda e sedutora garota chamada Catherine, e então seus pesadelos se tornam mais e mais intensos e assustadores. O modo de jogo principal, "Golden Playhouse", segue a história durante os cenários entre o Dia e a Noite. Durante o dia, Vincent pode conversar com seus amigos, bem como tentar lidar com seu relacionamento com Katherine ou Catherine. A maioria deste tempo se passa no bar "The Stray Sheep" onde Vincent pode salvar o jogo e mandar mensagens para as pessoas pelo seu telefone celular, conversar com os frequentadores do bar, pedir e tomar bebidas, jogar um minigame na máquina de jogos chamado Rapunzel ou ouvir uma jukebox contendo músicas do jogo e de outras franquias de jogos da Atlus como, por exemplo, das séries Persona.
A verdadeira jogabilidade vem à noite, durante os pesadelos. Em um mundo caótico no seu pesadelo que é habitado apenas por homens, que são representados como ovelhas, Vincent deve subir por gigantes escadarias de blocos que vão lentamente caindo à baixo dele e onde ele deve chegar ao topo sã e salvo. Para conseguir isso, Vincent deve empurrar, puxar e subir nos blocos o mais rápido possível enquanto aparecem várias armadilhas no caminho como lâminas e gelo. Subindo os degraus em sucessão mais rapidamente aumenta sua pontuação, e no final do estágio "level", os jogadores recebem um prêmio de acordo com ela. Cada level é dividido em várias áreas, culminando para que, no final deste dia de pesadelo, na última área, apareça um chefe assustador no qual tenta matar Vincent. Há itens que podem ser encontrados durante os leveis incluindo almofadas que dão vida extra, blocos extras que podem ser postos em qualquer lugar e um raio que pode matar outras ovelhas que tentem subir e impeçam o caminho de Vincent para chegar ao topo. Há também algumas atribuições que Vincent só consegue dependendo da bebida que tomar durante o dia no bar. Vincent vai morrer se ele cair dos blocos, for pego por uma armadilha ou for morto por um chefe. Cada vez que isso acontece, o jogador recebe a opção de desistir do jogo ou voltar ao último ponto de partida. O jogo pode chegar definitivamente ao fim se você não tiver mais travesseiros para voltar ao último ponto de partida. Durante a passagem de um level para outro no pesadelo, há uma espécie de igreja, onde Vincent pode interagir com as outras ovelhas, salvar seu jogo, aprender novas técnicas ou gastar seus pontos comprando itens especiais com um mercador. Quando se joga no modo fácil e normal, os jogadores podem apertar o botão "Select/Back" no controle para voltar uma jogada e um movimento de bloco.
Durante o jogo, as escolhas que o jogador faz em certos momentos vão afetar o rumo que a história pode tomar em seu final. E isso pode ocorrer de diversas maneiras, como, por exemplo, as respostas que você dá no celular de Vincent para cada uma das garotas, ou respondendo algumas questões durante os pesadelos. O jogo contém 8 finais diferentes baseados em como Vincent se comporta no seu dia-a-dia. O jogo ainda oferece um sistema de medidor moral, que, de acordo com as ações do jogador, a personalidade de Vincent vai se modificando, para o bem ou mau. Ao invés de escolher a reação de Vincent em pontos importantes da história, o medidor de moralidade age sozinho nestes pontos, de acordo com as respostas das questões (que a princípio parecem ser insignificantes) que o jogador toma ao decorrer do jogo. Tudo isso implica como Vincent reagirá a situações inesperadas.
No modo de jogo "Babel" este apresenta quatro grandes fases que podem ser disputadas em até dois jogadores, enquanto no modo "Vs Colosseum" dois jogadores podem jogar em simultâneo em apenas uma etapa, onde ganha quem chegar ao topo primeiro.

## Sinopse

### Enredo
O jogo começa com uma introdução de Trisha, mais conhecida como "The Midnight Venus", que comanda um programa de televisão chamado "Golden Playhouse" (Em alguns eventos do "programa" nota-se uma marca d'água no canto superior escrito "Golden Playhouse"). Esta noite, ela irá contar a história de um homem chamado Vincent Brooks. Então, o jogador é levado para dentro da história, onde tudo tem início.
No bairro em que Vincent mora, recentemente tem havido vários casos de bizarros incidentes, onde as pessoas são encontradas mortas em suas camas, enquanto dormiam, e têm um semblante de horror em sua face. Mais estranho ainda, é que todas as vítimas são homens jovens. A história dessas mortes rapidamente se espalha por toda a mídia e população, atraindo a atenção generalizada e fundando teorias sobre a causa mortis. Um estranho rumor começa a se espalhar pela região, que diz o seguinte: se a pessoa sonha que está num lugar onde tudo está caindo, então esta pessoa tem que subir e subir, até chegar ao topo e acordar, antes que caia no chão. Se não, a pessoa irá morrer dentro do sonho, e na vida real.
Depois desses estranhos acontecimentos, você vê Vincent em um restaurante junto de sua namorada, Katherine McBride, a qual ele namora já há cinco anos. Katherine começa a pressioná-lo, aos poucos, para que se casem e tenham um compromisso mais sério, pois já estão a bastante tempo juntos. Vincent é despreocupado e gosta de viver do jeito que está, na monotoneidade e com sua rotina confortável. Já Katherine é uma mulher culta, focada em seus objetivos, séria e bastante controladora. E toda essa história sobre casamento começa a atormentá-lo.
Durante as noites no "The Stray Sheep", o bar que Vincent frequenta com seus amigos Jonny, Orlando e Toby, ele começa a se questionar se toda essa situação que Katherine lhe impõe é certa, e seus amigos ficam o influenciando de várias maneiras. Dizendo coisas ruins sobre a situação imposta, mas, principalmente, que ele não deveria se "amarrar" tão cedo. Deveria apenas curtir a vida, já que é o mesmo que fazem.
Com tantas dúvidas na cabeça, e já tendo tomado altas doses de bebidas naquela noite, ele vê - já sozinho no local - uma linda e misteriosa garota entrando no bar. Loira, com o corpo esbelto e com os seios fartos, ela senta na mesa de Vincent, mesmo todas as outras estando vazias. Vincent nota que ela é exatamente o protótipo de garota de que ele gosta: corpo delineado e beleza exuberante; diante disso, fica extasiado com ela. Os dois conversam noite adentro, ela percebe que Vincent está bêbado, o influencia, e eles terminam a noite dormindo juntos. Esta garota chama-se Catherine.
Depois de conhecer Catherine, Vincent começa a ter pesadelos todas as noites, os quais ele acredita estarem relacionados ao rumor local. Nesses pesadelos, ele e vários outros homens (que aparecem um para o outro como ovelhas) devem escapar de vários monstros aterrorizantes que querem lhes matar, por que, se eles morrerem em seus sonhos, irão morrer também na realidade. Assim como sonho e realidade começam a caminhar lado a lado, Vincent não deve apenas lutar para sobreviver, mas deve também escolher entre Katherine ou Catherine. O certo ou o errado. Katherine com o tempo vai aumentando a pressão sobre Vincent, revelando que seu ciclo está atrasado e que ela acredita estar grávida, enquanto Catherine aparece nua na cama de Vincent todas as manhãs, sem ele nem se lembrar se a havia convidado anteriormente. A complicação vai aumentando quando Vincent começa a receber estranhos telefonemas, onde um homem chamado Steve diz-se namorado de Catherine e descobre o caso dos dois, o que faz com que ele persiga Vincent. Porém, nenhuma das duas "namoradas" de Vincent conhecem alguém chamado Steve, e a descrição que Steve dá de sua namorada é completamente diferente das duas garotas com quem Vincent está envolvido.
Já próximo ao final do jogo, onde passa-se uma semana de pesadelos sem sentido algum, Vincent finalmente decide terminar seu caso com Catherine. Na manhã seguinte, ele acorda sem ter tido nenhum pesadelo na noite anterior e sem Catherine ao seu lado. Quando Katherine aparece para uma visita em seu apartamento, Catherine aparece de repente no quarto, chocando ambos Vincent e Katherine. Depois de vários insultos e provocações entre as duas mulheres, Catherine tenta acertar Katherine com uma faca de cozinha, mas todo este episódio termina com Catherine acertando a si mesma. Vincent abraça Katherine com força para lhe afagar o horror e tenta levá-la para fora, tentando-lhe proteger daquela cena, mas os dois se vêem presos em mais um quebra-cabeça onde a própria Catherine, agora na forma de um aterrorizante monstro gigante, tenta matá-los, e Vincent deve levar Katherine com ele até o topo, reafirmando que seu coração pertence somente a ela. Porém, quando ele acorda desse pesadelo assustado, ele chama por Catherine, para tentar manter sua amada Katherine longe do perigo novamente. Katherine não se lembra de nada que aconteceu e confronta Vincent, afirmando que agora ela sabe que ele realmente estava sendo infiel a ela. Ela admite que a gravidez era falsa, por ela querer saber como Vincent iria reagir a notícia. Mas agora as desculpas e reações de Vincent não iriam trazer de volta sua confiança nele. Calma, mas firme, ela termina o relacionamento com Vincent. Depois de algum tempo, triste e arrependido, Vincent, enquanto contava seus problemas para Orlando, descobre que tudo que ele tinha de Catherine, desde as chamadas no telefone, até as mensagens (e as fotos sensualmente picantes), inexplicavelmente haviam desaparecido de seu celular. Inconformado, ele sai estarrecido perguntando a todos sobre a misteriosa e atraente garota. Isso tudo leva aos amigos a admitirem que nenhum deles nunca viu a tal "Catherine", e isso faz com que todos, até o próprio Vincent, duvidem de sua sanidade.
Vincent, desesperado em procurar evidências de que Catherine realmente existiu, lembrou-se da única pessoa além dele que havia conversado com ela: o dono e garçom do "The Stray Sheep", Thomas Mutton (o Chefe). Depois de muitas insistências e ameaças de Vincent, Mutton revela que foi ele o responsável por todas essas noites de pesadelos. "Catherine" é uma succubus que trabalha com ele. Ela toma a forma de toda e qualquer fantasia feminina dos homens (torna-se a mulher ideal para qualquer homem) influenciando-os a trair suas namoradas. Se o homem é seduzido por ela, e, em sua mente e em seu coração, trair sua parceira, Mutton usa a máquina de jogos "Rapunzel" para plantar uma semente em suas memórias e levá-los ao mundo dos pesadelos, onde eles devem subir por uma torre construída por Istar. A razão para fazer isso é para punir esses homens infiéis, e também tirá-los de perto das mulheres que eles não tem nenhuma intenção de ficarem juntos e se reproduzir, deixando essas fêmeas livres para o "deus das espécies" (um tipo de incubus). Vincent faz um trato com Mutton, onde ele diz voltar voluntariamente para o pesadelo e escalar as estapas finais da torre, mas, em retorno, Mutton vai realizar um desejo de Vincent e libertar todos os outros homens que estão presos nas noites de pesadelo. Depois dessa etapa, dependendo das escolhas do personagem durante o jogo, Vincent pode ter finais variados para si. Quem sabe até ganhar um último encontro com Catherine?

### Finais
Dependendo da maneira que certas questões no confessionário e nas mensagens do celular são respondidas, Catherine tem um total de oito possíveis finais diferentes, baseados nas três narrativas centrais. A ordem dos finais (entre Catherine ou Katherine) é: Bom, mau, verdadeiro e um final extra que se chama Liberdade (em inglês: Freedom) que tem apenas duas versões.
"Maus" finais são obtidos se o jogador não tiver uma certeza concreta para qual lado quer atingir no medidor (bom e mau). "Bons" finais são obtidos se as escolhas que o jogador faz tenham uma certeza concreta, não importa se o jogador escolheu ir para o lado bom ou ruim; a escolha de cada um irá decorrer baseado nas escolhas que foram feitas. "Verdadeiros" finais são anexados como um epílogo, conseguindo-os se você ficar na metade exata do medidor de bondade, sem um lado bom ou ruim. Depois que é definido seu final escolhido, Trisha formalmente fecha o programa e agradece os telespectadores por terem assistido. O qual termina aparecendo uma cena magnífica em forma de Anime, onde monstra-se o futuro e o que acontece com Vincent.
- Katherine, Bom: Vincent chama Katherine para que ela encontre-se com ele sozinha. Com a ajuda de Orlando, manda um falso convite de uma amigável reunião, e com a ajuda do Chefe Mutton, providencia o transporte. Estando no bar os dois, ele explica seu lado da história: que Catherine não era real, então, tecnicamente, ele não estava sendo infiel e nem a enganando. Exitante em aceitar sua explicação um tanto ridícula, aparecem no local Orlando, Jonny e Toby dizendo que tudo é verdade. Chefe chega junto de todos e trata de explicar tudo o que realmente aconteceu e apoiando Vincent, mostrando alguns elementos sobrenaturais como prova. Katherine concorda, então, a dar outra chance a Vincent. Alguns meses depois, Katherine e Vincent aparecem nus em cima da cama de Vincent. Katherine está sentada em cima dele e olhando uma revista de vestidos de noiva. Ela comenta com Vincent sobre fazerem juntos a lista dos convidados do casamento, na qual Vincent já deveria ter feito. Depois de ignorar os apelos de Vincent para que saia de cima dele por estar esmagando ele, Katherine decide sair para comprar algo para ele comer. Vincent fica feliz, e, depois disso, uma formiga aparece subindo pela janela.
- Katherine, Verdadeiro: Vincent chama Katherine para que ela encontre-se com ele sozinha. Com a ajuda de Orlando, manda um falso convite de uma amigável reunião, e com a ajuda do Chefe Mutton, providencia o transporte. Estando no bar os dois, ele explica seu lado da história: que Catherine não era real, então, tecnicamente, ele não estava sendo infiel e nem a enganando. Exitante em aceitar sua explicação um tanto ridícula, aparecem no local Orlando, Jonny e Toby dizendo que tudo é verdade. Chefe chega junto de todos e trata de explicar tudo o que realmente aconteceu e apoiando Vincent, mostrando alguns elementos sobrenaturais como prova. Katherine concorda, então, a dar outra chance a Vincent. Alguns meses depois, Katherine e Vincent se casam e tem sua festa de casamento no "The Stray Sheep", com o Chefe sendo um MC (algo um tanto infeliz). Toby filma tudo com sua câmera e, inclusive, a felicidade do novo casal. Jonny decide que ele vai procurar por sua verdadeira alma gêmea, Orlando resolve dar uma outra chance à sua ex-mulher (agora atual) e começar a trabalhar com o que ele realmente gosta: "Kappa", e Toby mostra-se chocado e martiriza-se pelos cantos ao descobrir que Erica, na verdade, é transexual.
- Katherine, Mau: Vincent chama Katherine para que ela encontre-se com ele sozinha. Com a ajuda de Orlando, manda um falso convite de uma amigável reunião, e com a ajuda do Chefe Mutton, providencia o transporte. Estando no bar os dois, ele explica seu lado da história: que Catherine não era real, então, tecnicamente, ele não estava sendo infiel e nem a enganando. Porém, Katherine não acredita nele, e Vincent não pode oferecer nenhuma prova de sua palavra. Apesar de Vincent tentar e implorar, Katherine diz a ele que não há chances deles ficarem juntos novamente, então ela vai embora. Vincent é consolado por seus amigos, que dizem a ele que agora ele pode dormir com quem quiser, imaginando que isso talvez pudesse levantar a auto-estima de Vincent. Exausto, Vincent cai desacordado na mesa. Chefe lamenta pelos amigos de Vincent estarem certos.
- Catherine, Bom: Vincent encontra-se com Catherine no "The Stray Sheep", assim como prometido pelo Chefe. Ela se vê surpresa, já que Vincent quem a havia dado um fora, e agora queria ver ela novamente. Durante o encontro, Vincent confessa seu amor por Catherine, explicando que agora ele é "livre" das "regras" da sociedade, e propõe casamento a ela. Catherine fica um pouco confusa com a proposta, mas admite que tem os mesmos sentimentos por ele. Essa situação faz com que apareça no local o pai de Catherine, Nergal, o lorde de todo o submundo. Ele não aceita a proposta, dizendo que não é certo ficar com um humano, mas Catherine se revolta, chuta-o na virilha, e diz que ela pode escolher o que quer da própria vida. Algumas semanas depois, Catherine e Vincent acordam sem roupas na cama de Vincent, depois de uma noite selvagem. Vincent olha do outro lado de sua parceira e percebe Chefe dormindo em sua cama, usando pijamas com estampa de ovelhas. Vincent se assusta com o vulto ali, e Catherine explica que ele é seu guardião e eles não guardam nada entre si. Chefe diz que também não queria estar vendo toda aquelas cenas, mas continua calmo e centrado. Catherine abraça Vincent, dizendo: "É melhor quando tem alguém olhando...", e ela se coloca sobre ele. A câmera dirige-se para a janela do quarto de Vincent, mostrando lá fora o submundo e a Torre de Astaroth, implicando a possibilidade de agora Vincent e Catherine estarem vivendo no submundo.
- Catherine, Verdadeiro: Vincent encontra-se com Catherine no "The Stray Sheep", assim como prometido pelo Chefe. Ela se vê surpresa, já que Vincent quem a havia dado um fora, e agora queria ver ela novamente. Durante o encontro, Vincent confessa seu amor por Catherine, explicando que agora ele é "livre" das "regras" da sociedade, e propõe casamento a ela. Catherine fica um pouco confusa com a proposta, mas admite que tem os mesmos sentimentos por ele. Essa situação faz com que apareça no local o pai de Catherine, Nergal, o lorde de todo o submundo. Ele não aceita a proposta, dizendo que não é certo ficar com um humano, mas Catherine se revolta, chuta-o na virilha, e diz que ela pode escolher o que quer da própria vida. Algumas semanas depois, Catherine e Vincent acordam sem roupas na cama de Vincent, depois de uma noite selvagem. Vincent olha do outro lado de sua parceira e percebe Chefe dormindo em sua cama, usando pijamas com estampa de ovelhas. Vincent se assusta com o vulto ali, e Catherine explica que ele é seu guardião e eles não guardam nada entre si. Chefe diz que também não queria estar vendo toda aquelas cenas, mas continua calmo e centrado. Catherine abraça Vincent, dizendo: "É melhor quando tem alguém olhando...", e ela se coloca sobre ele. A câmera dirige-se para a janela do quarto de Vincent, mostrando lá fora o submundo e a Torre de Astaroth, implicando a possibilidade de agora Vincent e Catherine estarem vivendo no submundo. Vários meses depois da conclusão do jogo, Vincent está vivendo no submundo com Catherine. Tendo sido exposto no submundo por tanto tempo, ele se tornou um tipo de demônio. Vincent é, de acordo com o seu (agora) harém de succubus, uma excelente espécime de macho que consegue saciar todas as suas vontades. Porém, Catherine, como sendo sua principal, ainda é sua mulher mais importante. Nergal, o ex-governante do submundo e pai de Catherine, foi destronado e seu posto foi passado a Vincent, que se tornou um poderoso rei no submundo. A primeiro momento é possível perceber que Vincent não notou, num primeiro momento, que estava sentado em cima de Nergal, falando um pouco surpreso "Oh. Oi, pai". É possível que antes daquela cena, Vincent estivesse dormindo com Catherine e suas succubus. E, ao fundo, é possível notar uma caveira de ovelha que mantém uma gravata, sendo usada como vela. A caveira é possivelmente a de Steve.
- Catherine, Mau: Vincent força o Chefe a conjurar Catherine no "The Stray Sheep", depois de pensar em todas as escolhas que fez em sua vida e chegar à conclusão de que ela é quem lhe faz se sentir mais vivo. O Chefe alerta que Catherine não pertence a essa realidade, e que isso não seria uma boa ideia. Mas, Vincent insiste. Catherine aparece e fica um pouco perplexa por Vincent querer vê-la novamente. Ele explica seus sentimentos e pede para que ela case-se com ele, dizendo que ele faz de tudo para ficarem juntos, até mesmo desistir de sua humanidade. Ela fica chocada e perturbada com suas investidas, e explica que isso nunca poderia funcionar por causa da diferença biológica que existe entre eles. Antes de deixar o bar, ela diz que se eles se encontrarem novamente, ela pode considerar a proposta dele. Catherine desaparece, e o bar volta a se encher de pessoas novamente. Orlando, Jonny e Toby vem em direção à Vincent, mas ele desesperadamente levanta e pergunta a eles se eles viram Catherine. Porém, os três negam tê-la visto. Num repentino estado de loucura e obsessão, Vincent diz que a razão por eles não verem Catherine é porque ela está fora do bar, e então ele sai correndo para fora, onde é atropelado por um carro. Ele volta para dentro do bar, cambaleando, e pede para alguém chamar o 911 (hospital).
- Liberdade, Bom: Vincent está conversando com o Chefe no "The Stray Sheep". Ele descobre a razão do porque ele não queria se casar no final das contas, e diz que ele ainda tem uma vida inteira pela frente para achar o que ele realmente quer, então, ele termina com ambas as garotas. Chefe pergunta a Vincent se ele ainda quer sua ajuda para convidar uma das duas garotas, mas Vincent recusa. Porém, ele pede ao Chefe uma ajuda em dinheiro para começar uma nova vida. Chefe, no começo, confunde o pedido de Vincent achando que ele quer apenas $500, mas Vincet corrige o mal entendido e pede, na verdade, $50,000, que equivale a um programa turístico espacial. Chefe, já desesperado, explica que ele não tem em lugar algum essa quantia exagerada de dinheiro, mas ele deve um favor à Vincent e cede a quantia pedida, dando todo seu dinheiro. Vincent imediatamente usa o dinheiro para fazer uma aposta no campeonato de luta livre, dizendo ao Chefe que isso é um investimento que terá retorno. Chefe tem quase certeza de que Vincent está jogando o dinheiro fora. Vincent aposta todos os $50,000 na 'Feather', uma lutadora que foi mencionada no 1º dia de jogo. Essa noite, Vincent está sentado no bar, conversando com seus amigos sobre tudo que havia acontecido. Todos estão felizes por terem voltado ao normal, e durante a discussão, Jonny se pronuncia e diz que ele chamou Katherine para sair. Isso inicialmente abala Vincent, até que, com o tempo, ele se acalma. A partida do campeonato então se inicia na TV, e todos torcem para seus lutadores favoritos. 'Feather', a lutadora que Vincent havia apostado, perde a disputa. Vincent joga todos os seus papéis de aposta para o alto. Ele não se importa nada com o dinheiro, porque agora ele está livre. Só que o Chefe se importa...
- Liberdade, Verdadeiro: Vincent está conversando com o Chefe no "The Stray Sheep". Ele descobre a razão do porque ele não queria se casar no final das contas, e diz que ele ainda tem uma vida inteira pela frente para achar o que ele realmente quer, então, ele termina com ambas as garotas. Chefe pergunta a Vincent se ele ainda quer sua ajuda para convidar uma das duas garotas, mas Vincent recusa. Porém, ele pede ao Chefe uma ajuda em dinheiro para começar uma nova vida. Chefe, no começo, confunde o pedido de Vincent achando que ele quer apenas $500, mas Vincet corrige o mal entendido e pede, na verdade, $50,000, que equivale a um programa turístico espacial. Chefe, já desesperado, explica que ele não tem em lugar algum essa quantia exagerada de dinheiro, mas ele deve um favor à Vincent e cede a quantia pedida, dando todo seu dinheiro. Vincent imediatamente usa o dinheiro para fazer uma aposta no campeonato de luta livre, dizendo ao Chefe que isso é um investimento que terá retorno. Chefe tem quase certeza de que Vincent está jogando o dinheiro fora. Vincent aposta todos os $50,000 na 'Feather', uma lutadora que foi mencionada no 1º dia de jogo. Essa noite, Vincent está sentado no bar, conversando com seus amigos sobre tudo que havia acontecido. Todos estão felizes por terem voltado ao normal, e durante a discussão, Jonny se pronuncia e diz que ele chamou Katherine para sair. Isso inicialmente abala Vincent, até que, com o tempo, ele se acalma. A partida do campeonato então se inicia na TV, e todos torcem para seus lutadores favoritos. 'Feather', a lutadora que Vincent havia apostado, vence a disputa. Chefe fica completamente surpreso e Vincent comemora, vitorioso, sua aposta convertida em milhares de dólares a mais. Na manhã seguinte da corrida, mostra-se que Vincent muda para um apartamento maior e mais luxuoso. Vincent então aparece andando num porto, dentro de um grande barco espacial que está flutuando na galáxia. Ele comenta que a vida onde não segue-se os sonhos, pode ser levada a completa miséria.

Um nono final é desbloqueado quando o jogador completa os desafios do "Axis Mundi Babel" no modo "Babel". Se conseguir, Trisha quebra a quarta parede revelando que ela na verdade é Istar, uma das deusas que controlam todo o processo de pesadelos. A verdadeira razão de existir todos esses pesadelos é que ela quer testar a habilidade do jogador para poder substituir Mutton, o último e único homem daquele século que conseguiu subir a torre até o final.

### Personagens
Vincent Brooks (ヴィンセント・ブルックス Vinsento Burukkusu)
Voz: Kōichi Yamadera (Japonês), Troy Baker (Inglês)
Vincent é o protagonista do jogo e tem 32 anos. Ele parece ser o protótipo de solteirão: seu quarto é completamente bagunçado, ele tem dificuldade com compromissos e gasta quase todo seu tempo livre se divertindo e bebendo com os amigos. Apesar de ser extremamente dedicado, ele é um tanto quanto covarde e ao decorrer da história se mostrou ser um mentiroso árduo quando sob pressão. Principalmente com as indas e vindas das duas garotas que obrigavam-lhe a mentir para as duas, porém, quanto mais o tempo passava, suas mentiras iam se tornando ainda mais ruins. Dependendo das ações do jogador, ele vai mentir mais vezes ou menos vezes, dependendo de qual lado está tentando ir na balança e qual das duas garotas ele está tentando manter em sua vida.
Orlando menciona que Vincent sempre foi popular com as garotas, mesmo na escola primária, e que Katherine é sua terceira namorada (as duas primeiras foram durante a escola primária). Justin também menciona que alguns homens procuram mulheres que coloquem-nos no eixo, mesmo sem perceberem. O que explicaria por que as mulheres na vida de Vincent são muito dominantes e controladoras. Mesmo assim, Vincent sabe como agradar as mulheres e ser um bom namorado, que foi o que encantou Katherine para que os dois começassem a namorar.
Vincent é um amigo bastante perspicaz. Mas ele também pode ser altamente conflituoso em relação aos outros, ficando mais tenso durante certas situações. Ele também mostra-se bastante fechado para conversar com Erica sobre seus problemas, e tende fugir da situação quando alguém insiste. Ele fica bêbado constantemente, e, muitas vezes, pode gastar tudo durante uma noite inteira bebendo no "The Stray Sheep" (bar no qual Vincent frequenta), antes de ir para casa e beber ainda mais cerveja. Isso faz com que ele tenha ressaca constantemente e uma memória muito ruim; a qual geralmente envolve ele (aparentemente) chamando Catherine para lhe fazer companhia, mas ele alega não se lembrar de nada.
Catherine (キャサリン Kyasarin)
Voz: Miyuki Sawashiro (Japonês), Laura Bailey (Inglês)
Por causa do que ela é (uma succubus), a aparência inicial de Catherine e sua personalidade são espelhadas para ser exatamente o que Vincent está procurando. Nisso, ela começa sem personalidade alguma, exceto pelo que ele anseia: uma vida livre e sem compromissos, e ela torna-se tudo o que Vincent esperava. Com a relação entre ela e Vincent crescendo cada vez mais, e ela gastando mais tempo com ele do que fazendo seu "trabalho" seduzindo outros homens, ela começa a mostrar mais da sua personalidade verdadeira. Ela é facilmente excitável e um tanto quanto maníaca, alternando seu humor entre raiva e alegria numa fração de segundos.
Isso vêm à tona quando Vincent termina com ela no 7º Dia, e sua reação inicial é de desespero. Ela diz à Vincent que não apenas está tudo bem ele ter outra namorada, mas pra ela não importa se ele se casar com Katherine e terem um filho, desde que ele continue vendo ela. Porém, essa reação de Catherine mostra que isso poderia ser considerado como uma última tentativa de manipulação, e sua atuação parece realmente genuína.
Rapidamente ela torna-se abusiva quando Vincent vai até o banheiro do "The Stray Sheep" e, constantemente, tem a integridade mental ameaçada; onde ela alerta os perigos de terminar o relacionamento com ela e deixar sua "proteção".
Sua verdadeira personalidade ficam evidentes nos Finais: Catherine Bom, e Catherine Verdadeiro, onde não há mentiras e nem decepções, e fica clara a sua atração por um Vincent caótico. Durante o Catherine Mau final, mesmo ela admitindo que gosta dele, ela demonstra que nem um pouco tem tanto interesse assim nele. Isso mostra que, apesar de sua atração por Vincent, Catherine anseia por emoção em sua vida acima de qualquer coisa.
Liberdade é o que realmente define Catherine e seus sentimentos perante a vida: ela odeia qualquer coisa que desanime uma pessoa e é propensa a agir por impulso. Isso é demonstrado pelo fato dela trabalhar com Dumuzid para encurralar os homens nos pesadelos, apenas por "capricho".
Catherine parece ter uma relação oposta com seu pai super protetor, Nergal, o lorde do submundo, o qual ele quer Catherine sempre ao seu lado, e ela não quer ficar presa a ele. Além de Vincent, ela também seduz um outro homem ao mesmo tempo, Steve Delhomme, o qual ela não se importa tanto quanto Vincent. Catherine é a personagem que fica estampada na capa da versão para PS3.
Katherine McBride (キャサリン・マクブライド Kyasarin Makuburaido)
Voz: Kotono Mitsuishi (Japonês), Michelle Ruff (Inglês)
Katherine McBride é do tipo estudiosa e inteligente, diga-se ranking A. Ela é dominante, responsável, centrada, e coloca sua carreira acima de qualquer outra coisa. Quando Vincent admite que ele está trabalhando mais e sem receber hora extra, ela o repreende por tentarem tirar vantagem dele e ele não tomar uma posição para si mesmo. Ela prova que se alguém não é confiável para fazer a coisa certa, ela se disponibiliza a fazer isso. O maior exemplo disto é quando ela começa a tomar conta das finanças de Vincent, depois que ele começou a gastar todo o seu dinheiro exageradamente em novos computadores, celulares, bebidas e cigarros.
Katherine é sempre calma e direta, e não aprova possíveis insinuações entre-linhas ou acusações agressivas, até quando Vincent é culpado em ambas. Mesmo sua fidelidade sendo contestada com as perguntas de Steve quando ele não determinou com qual das duas tinha um relacionamento, Katherine apenas contou uma mentira (na verdade, omitiu) durante todo o jogo: o fato de não contar à Vincent que ela não estava grávida de verdade.
Enquanto pistas foram deixadas de que Katherine realmente estava mentindo sobre a gravidez como um teste para Vincent, quando ela terminou com ele deixou tudo bem mais claro. Ela não apenas disse a ele que a descoberta da possível gravidez realmente a assustou, mas também admitiu que quando ela descobriu que realmente não estava grávida, não queria contar a Vincent, pois temia que ele a deixasse por causa disso.
As únicas coisas no jogo que realmente parecem chocá-la, é quando ela mata Catherine (mesmo que isso tenha acontecido em um sonho), e a possibilidade de estar grávida e ter que lidar com tudo isso sozinha, já que Vincent é completamente despreocupado e desligado do mundo.
Katherine mostra-se não ser exatamente do tipo "carinhoso". A única vez que ela beija Vincent e diz que o ama é no final Katherine Verdadeiro. Muitas vezes ela deixa o local dizendo um simples "Até Logo" ou "Tchau" para Vincent. Essa atitude pode ser devido aos seus recentes problemas no relacionamento, ou é natural de sua personalidade. Isso não é muito explicado durante o jogo.
Katherine, Vincent e Orlando estudaram juntos na escola primária. Eles não eram muito amigos, e eram bastante opostos, principalmente porque Vincent sempre roubava seu almoço. Mesmo ficando chateada, Katherine começou a ceder por conta própria sua comida, mostrando já uma leve atração por Vincent. Porém, depois dessa época, eles se separaram e só se reencontraram mais tarde no ensino médio, durante uma reunião. Katherine nessa época andava bastante deprimida, e Vincent correu para seu lado no meio da noite para confortá-la. Ela estava tendo problemas amorosos e Vincent começou a dar-lhe conselhos, porém eles acabaram se apaixonando e ficando juntos desde então. Porém, Erica vive dando teorias à Vincent, de que Katherine só começou a namorar com ele por causa de seus instintos maternais e sua personalidade dominante, que não deixariam um idiota preguiçoso como Vincent ficar sozinho sem cuidados. Katherine e Vincent já namoram a 5 anos. Enquanto Vincent está confortável e não quer levar o relacionamento para o próximo nível, os pais de Katherine ficam pressionando os dois a se casarem. Katherine é a personagem que fica estampada na capa da versão para Xbox 360.
Orlando Haddick (オーランド Ōrando)
Voz: Hiroaki Hirata (Japonês), Liam O'Brien (Inglês)
Um dos amigos de Vincent
Jonathan "Jonny" Ariga (ジョニー Jonī)
Voz: Takehito Koyasu (Japonês), Travis Willingham (Inglês)
Um dos amigos de Vincent.
Tobias "Toby" Nebbins (トビー Tobī)
Voz: Kishō Taniyama (Japonês), Yuri Lowenthal (Inglês)
Um dos amigos de Vincent.
Erica Anderson (エリカ Erika)
Voz: Junko Minagawa (Japonês), Erin Fitzgerald (Inglês)
Amiga de Vincent
Thomas "Boss" Mutton
Voz: Norio Wakamoto (Japonês), Kirk Thornton (Inglês)
Dono do bar "The Stray Sheep", sua aparência é a de um homem forte com óculos vermelhos escuros (o que alembra um pouco o Dr. Robotnik da franquia de jogos do Sonic).
Voz Misteriosa (Astaroth)
Voz: Junko Minagawa (Japonês), Yuri Lowenthal (Inglês)
Trisha (Rue Ishida) (石田☆ルウ Ishida Rū)
Voz: Junko Minagawa (Japonês), Erin Fitzgerald (Inglês)
Nergal (キャサリン Nerugaru)
Voz:?? (Japonês), Jamieson Price (Inglês)

## Recepção
Catherine recebeu análises positivas em maioria dos críticos. Ele mantém pontuação agregada média de 82 e 79 de 100 para as versões Xbox 360 e PlayStation 3, respectivamente, no Metacritic. Em uma análise, GamesRadar deu ao jogo um 5/10, elogiando a história, mas criticando a dificuldade do jogo devido à IA inimiga aleatória, embora tenham posteriormente dado 8/10 ao lançamento em inglês, citando mudanças cruciais que removeram a maioria dos aborrecimentos do jogo.